# Kalle Kauppi
Kalle Kauppi (Turku,6 de maio de 1992) é um futebolista finlandês. Atualmente joga pelo Inter Turku.